# Равне-при-Млиншах
Равне-при-Млиншах (словен. Ravne pri Mlinšah) — поселення в общині Загорє-об-Саві, Засавський регіон, Словенія. Висота над рівнем моря: 543,2 м.